# Fortenova Group
Fortenova Group (хорв. Fortenova grupa) конгломерат зі штаб-квартирою в Загребі, Хорватія.

## Історія
Група компаній «Фортенова» розпочала свою діяльність 1 квітня 2019 року, взявши на себе активи погрузлого у боргах конгломерату Agrokor. 
На момент створення компанія мала в цілому 159 дочірніх компаній, у яких працює 52 тис. осіб.